# Унатицы
Уна́тицы — деревня в Фалилеевском сельском поселении Кингисеппского района Ленинградской области.

## История
Впервые упоминается в Писцовой книге Водской пятины 1500 года как село Уночицы (Вуночицы) в Егорьевском Ратчинском погосте Копорского уезда.
Затем как деревня Vnotitza by в Ратчинском погосте в шведских «Писцовых книгах Ижорской земли» 1618—1623 годов.
На карте Ингерманландии А. И. Бергенгейма, составленной по шведским материалам 1676 года, она обозначена как мыза Unadits Hoff и при ней Kyrka.
На шведской «Генеральной карте провинции Ингерманландии» 1704 года — как мыза Unaditza hof и при ней церковь Unaditza kÿrka, центр лютеранского прихода Унадитца, позднее вошедшего в приход Молосковица.
На «Географическом чертеже Ижорской земли» Адриана Шонбека 1705 года упоминается как безымянная кирха.
Деревня Унотиц обозначена на карте Ингерманландии А. Ростовцева 1727 года.
Как деревня Унотицы она упоминается на карте Санкт-Петербургской губернии Я. Ф. Шмидта 1770 года.
На карте Санкт-Петербургской губернии Ф. Ф. Шуберта 1834 года обозначена деревня Унатицы, состоящая из 32 крестьянских дворов.

УНОТИЦЫ — деревня принадлежит генерал-лейтенанту Финдр, число жителей по ревизии: 103 м. п., 102 ж. п.; В оной мукомольная мельница. (1838 год)

Согласно карте профессора С. С. Куторги 1852 года деревня называлась Унатицы и состояла из 32 дворов.

УНОТИЦЫ — деревня барона Ралль, 19 вёрст по почтовой, а остальное по просёлкам, число дворов — 3, число душ — 69 м. п. (1856 год)

УНОТИЦЫ — деревня, число жителей по X-ой ревизии 1857 года: 71 м. п., 80 ж. п., всего 151 чел.

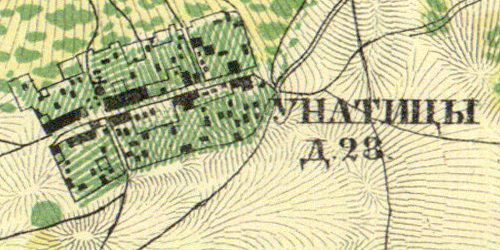
План деревни Унатицы. 1860 год

Согласно «Топографической карте частей Санкт-Петербургской и Выборгской губерний» в 1860 году деревня Унатицы насчитывала 28 дворов, в деревне находилась часовня.

УНАТИЦЫ — деревня владельческая при колодцах, число дворов — 23, число жителей: 61 м. п., 69 ж. п. (1862 год)

УНОТИЦЫ — деревня, по земской переписи 1882 года: семей — 30, в них 61 м. п., 94 ж. п., всего 155 чел.

УНОТИЦЫ — деревня, число хозяйств по земской переписи 1899 года — 30, число жителей: 76 м. п., 90 ж. п., всего 160 чел.;
 разряд крестьян: бывшие владельческие; народность: русская

В конце XIX — начале XX века деревня административно относилась к Ратчинской волости 2-го стана Ямбургского уезда Санкт-Петербургской губернии.
С 1917 по 1923 год деревня Унатицы входила в состав Унатицкого сельсовета Ратчинской волости Кингисеппского уезда.
С 1923 года в составе Перелесского сельсовета.
Согласно данным переписи населения СССР 1926 года в деревне Унатицы проживали 180 человек — большинство русские, а также эстонцы.
С 1927 года в составе Котельского района.
С 1928 года в составе Велькотского сельсовета. В 1928 году население деревни Унатицы также составляло 180 человек.
Согласно топографической карте 1930 года деревня насчитывала 37 дворов, в центре деревни находилась часовня, к югу от деревни — разработки известняка.
С 1931 года в составе Кингисеппского района.
По данным 1933 года деревня Унатицы входила в состав Ратчинского сельсовета Кингисеппского района.

План деревни Унатицы. 1938 год

Согласно топографической карте 1938 года деревня насчитывала 44 двора. В центре деревни находилась часовня.
C 1 августа 1941 года по 31 января 1944 года деревня находилась в оккупации.
С 1954 года в составе Удосоловского сельсовета.
В 1958 году население деревни Унатицы составляло 67 человек.
С 1959 года в составе Кайболовского сельсовета.
По данным 1966, 1973 и 1990 годов деревня находилась в составе Кайболовского сельсовета.
В 1997 году в деревне Унатицы проживали 9 человек, деревня входила в состав Кайболовской волости с административным центром в деревне Домашово, в 2002 году — 6 человек (все русские), в 2007 году — также 9 человек.

## География
Деревня расположена в восточной части района на автодороге 41К-111 (Перелесье — Гурлёво).
Расстояние до административного центра поселения — 9 км.
Расстояние до ближайшей железнодорожной платформы Куммолово — 9 км.

## Демография
| 1862 | 2007 | 2010 | 2017 |
| ---- | ---- | ---- | ---- |
| 130  | ↘9   | ↘2   | ↗10  |

### Национальный состав
Согласно данным Всероссийской переписи населения 2021 года в деревне проживали 9 человек, все русские.

## Достопримечательности
- Близ деревни находится курганно-жальничный могильник XI—XIV веков[31].

## Улицы
Полевая.